# Pablo Repetto
Pablo Eduardo Repetto Aquino (Montevidéu, 14 de março de 1974) é um ex-futebolista e treinador de futebol uruguaio que atuava como volante. Atualmente está sem clube.

## Biografia

### Carreira de jogador
Revelado pelo Montevideo Wanderers, Repetto jogou também nas categorias de base do Racing e do Fénix, onde se profissionalizou em 1995.
Uma fratura dupla na tíbia e na fíbula tirou o então meio-campista dos gramados por 1 ano e meio, e após jogar por 6 meses no Villa Teresa, decidiu se aposentar com apenas 26 anos.

### Carreira como técnico

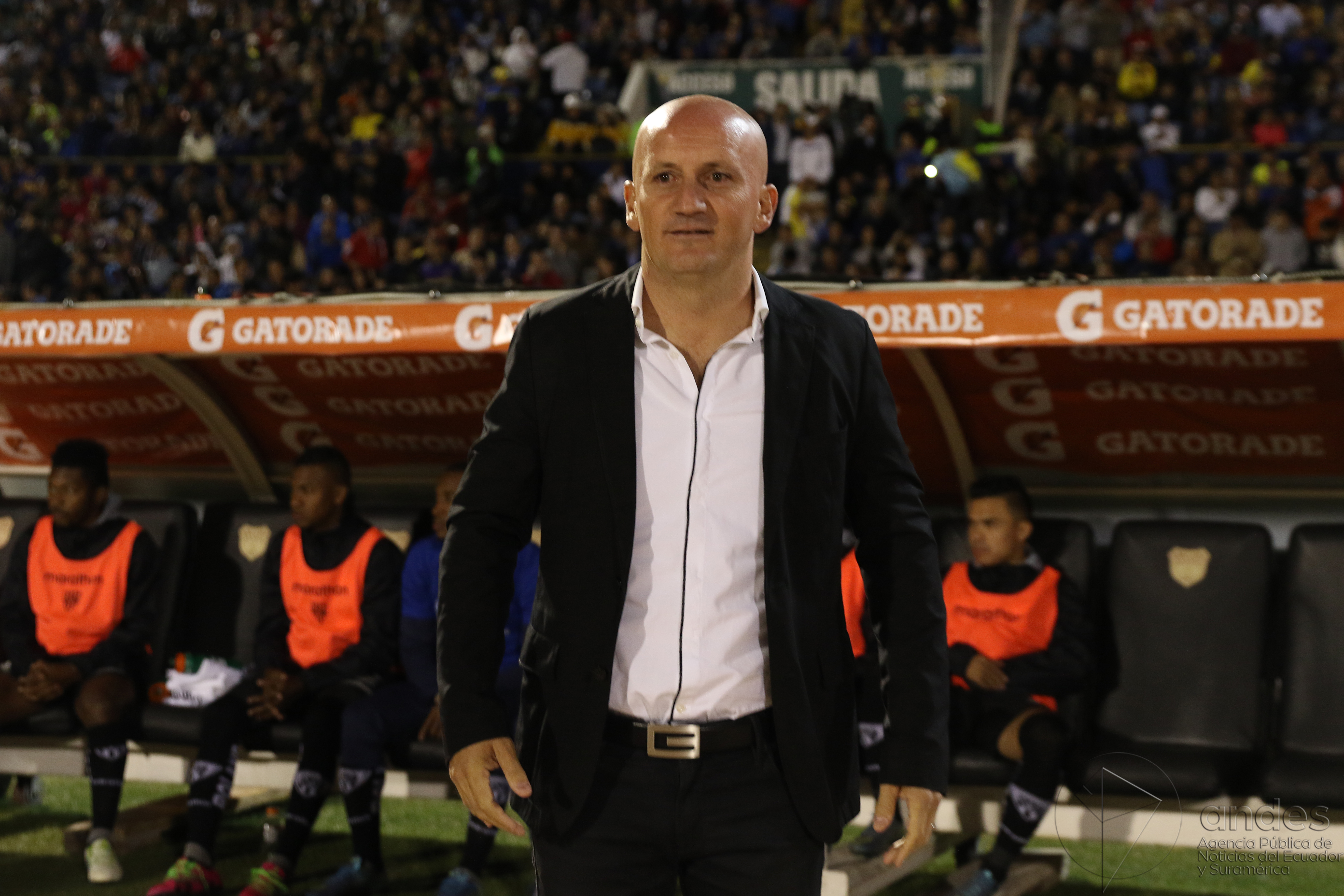
Repetto no Independiente del Valle, em 2016.

Após deixar os gramados, Repetto obteve a licença para ser treinador, iniciando a carreira nos juniores do Fénix, entre 2002 e 2006, ano em que fez sua estreia como técnico principal no mesmo clube. 
Treinou ainda Cerro (2 passagens), Blooming e Defensor, e em 2012 assumiu o comando do Independiente del Valle, até então uma equipe de pequena expressão no Equador, Sob o comando de Repetto, os Negriazules conquistaram o vice-campeonato da Copa Libertadores da América de 2016, e após a competição, o técnico foi contratado pelo Baniyas. A passagem do uruguaio pela equipe emiradense durou apenas 8 jogos, e em dezembro do mesmo ano foi anunciado como novo treinador do Olimpia, porém sua passagem pelo Decano durou também pouco tempo: foram apenas 6 jogos antes de deixar o clube em fevereiro de 2017. Em julho, assumiu o comando técnico da LDU. Em 197 jogos pelo clube de Quito, foram 93 vitórias, 58 empates e 46 derrotas, tendo vencido um Campeonato Equatoriano, uma Copa do Equador e uma Supercopa.
6 meses após deixar a LDU, Repetto foi anunciado como técnico do Nacional, substituindo Martín Ligüera. Durante sua passagem, o Nacional venceu o Campeonato Uruguaio, contando com o atacante Luis Suárez como principal jogador do elenco.
Em fevereiro de 2024, foi anunciado como como treinador do Atlético Nacional.

## Títulos
Fénix
- Segunda División Profesional: 2006–07

Defensor Sporting
- Campeonato Uruguaio: 2010 (Torneio Apertura)

LDU
- Campeonato Equatoriano: 2018
- Copa do Equador: 2019
- Supercopa do Equador: 2020

Nacional
- Campeonato Uruguaio: 2022 (Torneio Intermedio)
- Campeonato Uruguaio: 2022 (Torneio Clausura)
- Campeonato Uruguaio: 2022